# Metropis latifrons
Metropis latifrons är en insektsart som först beskrevs av Carl Ludwig Kirschbaum 1868.  Metropis latifrons ingår i släktet Metropis och familjen sporrstritar. Inga underarter finns listade i Catalogue of Life.